# Münchenberg
Koordinaten: 51° 44′ 26″ N, 11° 5′ 57″ O

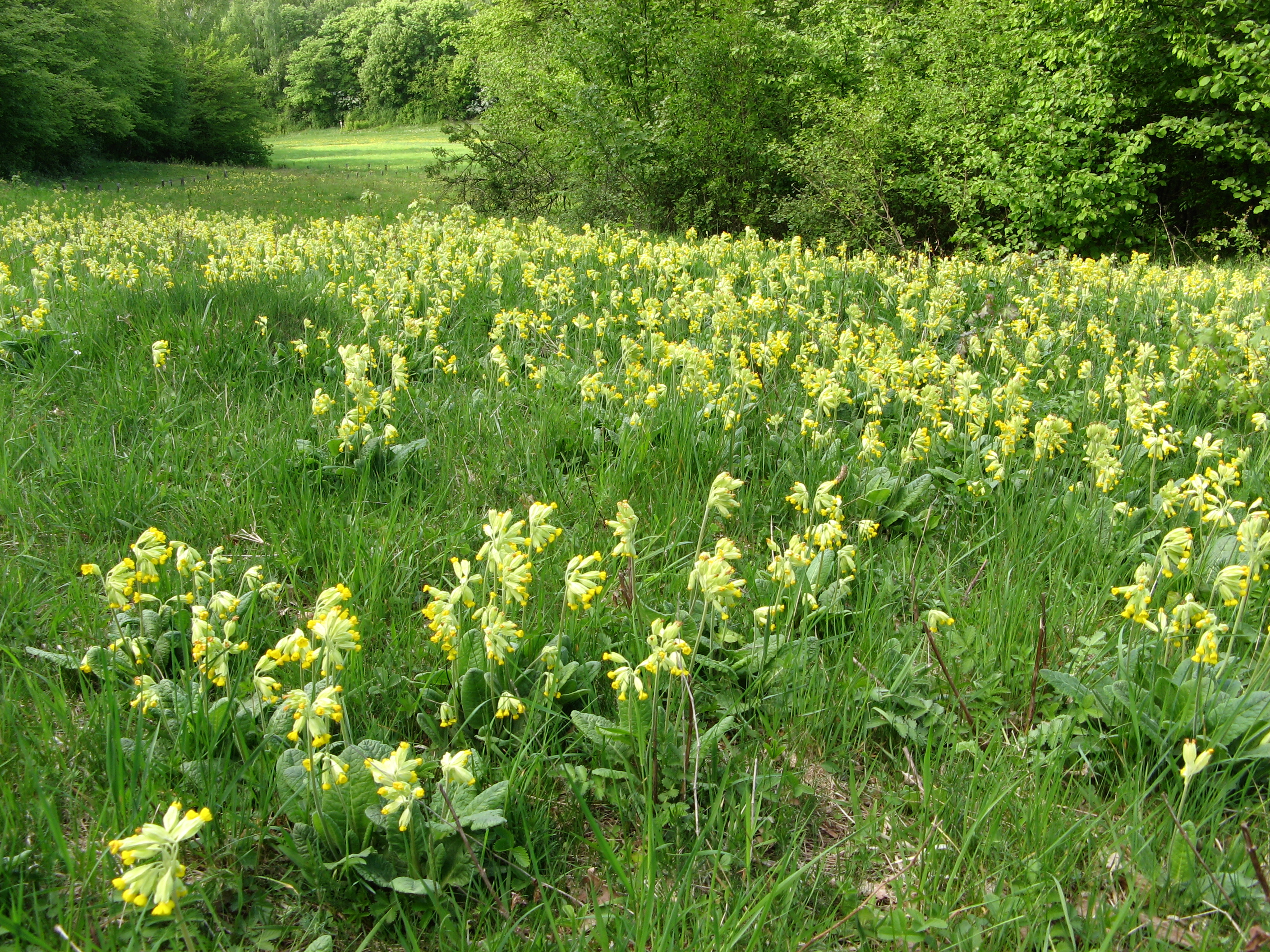
Echte Schlüsselblumen im NSG Münchenberg

Der Münchenberg ist ein Naturschutzgebiet in den Städten Thale und Quedlinburg im Landkreis Harz in Sachsen-Anhalt.

## Allgemeines
Das Naturschutzgebiet mit dem Kennzeichen NSG 0065 ist rund 40,64 Hektar groß. Es ist vollständig Bestandteil des FFH-Gebietes „Münchenberg bei Stecklenberg“ und nahezu vollständig vom Landschaftsschutzgebiet „Harz und Vorländer“ umgeben. Das Gebiet steht seit 1967 unter Schutz (Datum der Verordnung: 11. September 1967). Zuständige untere Naturschutzbehörde ist der Landkreis Harz.

## Beschreibung
Das Naturschutzgebiet liegt südöstlich von Thale und südwestlich von Quedlinburg im Naturpark Harz/Sachsen-Anhalt. Es stellt einen durch historische Nutzung entstandenen Waldlabkraut-Traubeneichen-Hainbuchenwald auf dem namensgebenden Münchberg unter Schutz. Am Nordhang stockt ein Mittelwald mit Stieleiche, Traubeneiche, Hainbuche, Winterlinde, Spitzahorn, Bergahorn, Elsbeere und Speierling. Die Krautschicht wird hier von Einbeere, Haselwurz, Aronstab, Türkenbundlilie, Großem Zweiblatt, Purpurknabenkraut und Stattlichem Knabenkraut gebildet. Am Südhang stockt ein Haselniederwald mit Leberblümchen, Purpurknabenkraut und Fliegenragwurz. Ferner sind hier Kornelkirsche-Gebüsche zu finden, die am Münchenberg ihre nördliche Verbreitungsgrenze erreichen.
Der Wald wurde historisch als Hutewald genutzt. Auf ehemaligen Schafhutungen hat sich Halbtrockenrasen mit Schillergras, Fransenenzian, Golddistel, Kleiner Bibernelle, Aronstab, Großblütiger Braunelle, Hufeisen- und Moorklee ausgebildet. Auch verschiedene Orchideenarten wachsen hier, darunter Sitterarten, Bienen- und Fliegenragwurz, zwei Waldvögleinarten, Purpurknabenkraut und Stattliches Knabenkraut. Die Offenflächen werden zur Pflege gemäht. An den Waldsäumen wachsen Blutroter Storchschnabel und Hirschwurz. Am Südhang des Münchenbergs steht eine rund 600 Jahre alte Stieleiche, die als Naturdenkmal „Schäfereiche“ ausgewiesen ist.
Das Naturschutzgebiet ist Lebensraum zahlreicher Vögel, darunter Wendehals, Neuntöter, Nachtigall, Pirol, Sperbergrasmücke und verschiedene Spechte. Auch die Haselmaus ist im Gebiet heimisch. Außerdem sind Geburtshelferkröte, Reptilien wie Zaun- und Waldeidechse und Blindschleiche sowie Insekten wie Hirschkäfer und Schwalbenschwanz zu finden.